# Mikrobielle Elektrosynthese
Die mikrobielle Elektrosynthese ist ein Verfahren zur Umwandlung von Kohlenstoffdioxid (CO2) oder Substrat in wertvolle kurzkettige Basischemikalien durch die Einspeisung von Strom. Dies erfolgt in einer Brennstoffzelle durch eine Reaktion mit elektrosensitiven Mikroben, die als Biofilm an der Kathode der Zelle wachsen.

## Verfahren

### IRSTEA-Verfahren
Im Verfahren des Forschungsinstituts für Agrar- und Umwelttechnik (IRSTEA) in Frankreich wandeln in einer Brennstoffzelle an der Anode elektroaktive Mikroben organisches Abfallmaterial um, wobei Kohlendioxid (CO2) entsteht. Dieses wird zur Kathode geleitet. Dort an der Kathode verwenden elektrosensitive Mikroben das CO2 zur Synthese von wertvollen energiereichen Moleküle.
Mit dem IRSTEA-Verfahren lassen sich aus organischen Abfällen Methan, Acetate (Salze der Essigsäure), Methansäure oder Ethanol synthetisieren.

### Dechema-Verfahren
Bei den Forschungen der Dechema Arbeitsgruppe Elektrochemie (DFI) wächst in der Brennstoffzelle an der Kathode ein Biofilm. Elektroaktive Mikroorganismen interagieren mit der Kathode und nehmen deren Elektronen auf. Die elektroaktiven Mikroorganismen werden mit CO2 gefüttert. Als Produkt synthetisieren sie Basischemikalien. Langfristig ist die Produktion von Biokraftstoffen angestrebt.

### KIT-Verfahren
Die Forscher am Karlsruher Institut für Technologie (KIT) setzen bei der mikrobiellen Elektrosynthese an der Kathode Mikroorganismen ein, die aus Rauchgas, Luft sowie Strom aus erneuerbaren Quellen das Polymer BioElectroPlast Polyhydroxybuttersäure (PHB) produzieren.
Der optimierte Prozess der mikrobiellen Elektrosynthese eröffnet für die Zukunft weitere Perspektiven, etwa zur Herstellung von Biokraftstoffen oder zur Speicherung von Strom aus regenerativen Quellen in Form chemischer Produkte.

### MIKE-Verfahren
Kommerziell erzeugtes Biogas besteht zu ca. 60 % aus Methan, zu 35 % aus CO2 und zu 5 % aus Wasserdampf, Stickstoff und weiteren Störstoffen. Um es in das vorhandene Erdgasnetz einspeisen zu können, muss das Biogas daher zurzeit kostenintensiv gereinigt werden.
Im Rahmen der Förderinitiative "CO2-Plus – Stoffliche Nutzung von CO2 zur Verbreiterung der Rohstoffbasis" soll im Projekt "MIKE" mit Hilfe der mikrobiellen Elektrosynthese der Methananteil des Biogases aus einer industriellen Biogasanlage deutlich erhöht werden und dadurch eine nachfolgende Reinigung des Biogases vereinfacht werden. Durch das Projekt "MIKE" kann nicht nur der Methanertrag einer industriellen Biogasanlage erhöht werden, sondern zugleich auch anfallender Überschussstrom in den chemischen Energiespeicher Methan umgewandelt werden, wodurch eine Sektorenkopplung mit dem Erdgasnetz erreicht wird.